# ルクセンブルク社会主義労働者党
ルクセンブルク社会主義労働者党（ルクセンブルクしゃかいしゅぎろうどうしゃとう、ルクセンブルク語: Lëtzebuerger Sozialistesch Arbechterpartei、仏: Parti Ouvrier Socialiste Luxembourgeois、独: Luxemburger Sozialistische Arbeiterpartei、略: LSAPまたはPOSL）は、ルクセンブルクの政党。
2009年の選挙において代議院の全60議席中13議席と欧州議会で1議席を獲得し、ルクセンブルクで2番目に大きな勢力を持つ政党となった。第一党のキリスト教社会人民党 (CSV/PCS) と大連立を組み、ルクセンブルクの政権政党（与党）となった。2013年の総選挙では引き続きCSVが第一党、LSAPが第二党という結果となったが、LSAPと同じ議席数を獲得した民主党から連立政権の形成を打診されるとそれに応じ、両党と緑の党からなる三党連立政権が発足した。これはルクセンブルクで34年ぶりの政権交代となった。

## 歴代党首（1945年以降）
1. Michel Rasquin （1945-1951）
2. Paul Wilwertz （1951-1952）
3. Albert Bousser （1952-1954）
4. Emile Ludwig （1954-1955）
5. Paul Wilwertz （1955-1959）
6. Henry Cravatte （1959-1970）
7. Antoine Wehenkel （1970-1974）
8. Lydie Schmit （1974-1980）
9. Robert Krieps （1980-1985）
10. Ben Fayot （1985-1997）
11. ジャン・アッセルボルン（Jean Asselborn）（1997-2004）
12. Alex Bodry （2004-2014）
13. Claude Haagen （2014-2019）
14. フランツ・ファイヨ（Franz Fayot）（2019-2020）
15. Yves Cruchten （2020-）